# Gestió de recursos de ràdio
La gestió de recursos de ràdio (RRM) és la gestió a nivell de sistema d'interferències cocanal, recursos de ràdio i altres característiques de transmissió de ràdio en sistemes de comunicació sense fil, per exemple xarxes cel·lulars, xarxes d'àrea local sense fil, sistemes de sensors sense fil i xarxes de radiodifusió. RRM implica estratègies i algorismes per controlar paràmetres com ara la potència de transmissió, l'assignació d'usuaris, la formació de feixos, les taxes de dades, els criteris de transferència, l'esquema de modulació, l'esquema de codificació d'errors, etc. L'objectiu és utilitzar els recursos limitats de l'espectre de radiofreqüència i la infraestructura de la xarxa de ràdio com a de la manera més eficient possible.
RRM es refereix a problemes de capacitat de xarxa multiusuari i multicel·la, en lloc de la capacitat del canal punt a punt. La investigació i l'educació en telecomunicacions tradicionals sovint es concentren en la codificació de canals i la codificació font amb un sol usuari en ment, però quan diversos usuaris i estacions base adjacents comparteixen el mateix canal de freqüència és possible que no sigui possible assolir la capacitat màxima del canal. Els esquemes RRM dinàmics eficients poden augmentar l'eficiència espectral del sistema en un ordre de magnitud, que sovint és considerablement més del que és possible introduint esquemes de codificació de canals i fonts avançats. L'RRM és especialment important en sistemes limitats per interferències cocanal més que per soroll, per exemple sistemes cel·lulars i xarxes de difusió que cobreixen de manera homogènia grans àrees, i xarxes sense fil que consisteixen en molts punts d'accés adjacents que poden reutilitzar les mateixes freqüències de canal.
El cost de desplegament d'una xarxa sense fil normalment està dominat pels llocs de l'estació base (costos immobiliaris, planificació, manteniment, xarxa de distribució, energia, etc.) i de vegades també per les tarifes de llicència de freqüència. Per tant, l'objectiu de la gestió de recursos de ràdio és normalment maximitzar l'eficiència espectral del sistema en bit/s/Hz/unitat d'àrea o Erlang/MHz/site, sota algun tipus de restricció d'equitat de l'usuari, per exemple, que el grau de servei hauria de ser per sobre d'un cert nivell. Això últim implica cobrir una àrea determinada i evitar interrupcions a causa de la interferència del co-canal, el soroll, l'atenuació causada per les pèrdues de trajectòria, l'esvaïment causat per l'ombra i el multicamí, el desplaçament Doppler i altres formes de distorsió. El grau de servei també es veu afectat pel bloqueig per control d'admissió, fam de programació o incapacitat per garantir la qualitat del servei que demanen els usuaris.
Mentre que les gestions clàssiques de recursos de ràdio consideraven principalment l'assignació de recursos de temps i freqüència (amb patrons de reutilització espacial fixats), les tècniques MIMO multiusuaris recents permeten la gestió adaptativa dels recursos també en el domini espacial. A les xarxes cel·lulars, això significa que la reutilització de freqüència fraccionada a l'estàndard GSM s'ha substituït per una reutilització de freqüència universal a l'estàndard LTE.

## Gestió de recursos de ràdio estàtica
La RRM estàtica implica planificació de cèl·lules fixes manual i assistida per ordinador o planificació de xarxes de ràdio. Exemples:
- Plans de banda d'assignació de freqüències decidits pels organismes de normalització, per les autoritats nacionals de freqüències i en les subhastes de recursos de freqüència.
- Desplegament dels llocs de l'estació base (o lloc del transmissor de radiodifusió)
- Alçades de l'antena
- Plans de freqüència del canal
- Direccions de l'antena sectorial
- Selecció de paràmetres de modulació i codificació de canals
- Diversitat espacial de l'antena de l'estació base, per exemple
  - Microdiversitat del receptor mitjançant la combinació d'antenes
  - Diversitat macro de transmissors, com ara xarxes de freqüència única OFDM (SFN)

## Gestió dinàmica de recursos de ràdio
Els esquemes RRM dinàmics ajusten de manera adaptativa els paràmetres de la xarxa de ràdio a la càrrega de trànsit, les posicions dels usuaris, la mobilitat de l'usuari, els requisits de qualitat del servei, la densitat de l'estació base, etc. Els esquemes RRM dinàmics es consideren en el disseny de sistemes sense fil, per tal de minimitzar les costoses cèl·lules manuals. planificar i aconseguir patrons de reutilització de freqüències "més ajustats", donant com a resultat una millora de l'eficiència espectral del sistema.
Alguns exemples d'esquemes RRM dinàmics són:
- Algoritmes de control de potència
- Algoritmes de precodificació
- Algoritmes d'adaptació d'enllaços
- Algoritmes d'assignació dinàmica de canals (DCA) o de selecció dinàmica de freqüència (DFS), que permeten la "respiració cel·lular"
- Criteris de trasllat adaptatius al trànsit, que permeten la " respiració cel·lular "
- Reutilitza la partició
- Filtrat adaptatiu
  - Cancel·lació d'interferències d'antena única (SAIC)
- Esquemes de diversitat dinàmica, per exemple
  - Entrega suau
  - Xarxes dinàmiques d'una sola freqüència (DSFN)
  - Antena de matriu en fase amb
    - formació de feixos
    - Comunicacions de múltiples entrades i sortides múltiples (MIMO)
    - Codificació espai-temps
- Control d'admissió
- Assignació dinàmica d'amplada de banda mitjançant esquemes d'accés múltiple de reserva de recursos o multiplexació estadística, per exemple, espectre expandit i/o ràdio de paquets
- Programació depenent del canal, per exemple
  - Programació de fira màxima mínima utilitzant, per exemple , la cua justa
  - Programació proporcionalment justa utilitzant, per exemple , la cua justa ponderada
  - Programació de rendiment màxim (ofereix un baix grau de servei a causa de la fam)
  - Assignació de paquets dinàmics (DPA)
  - Esquemes de planificació de paquets i recursos (PARPS).
- Xarxes mòbils ad hoc que utilitzen comunicació multisalt
- Ràdio cognitiva
- Comunicació verda
- RRM conscient de la QoS
- Femtocèl·lules